# Košava (viento)

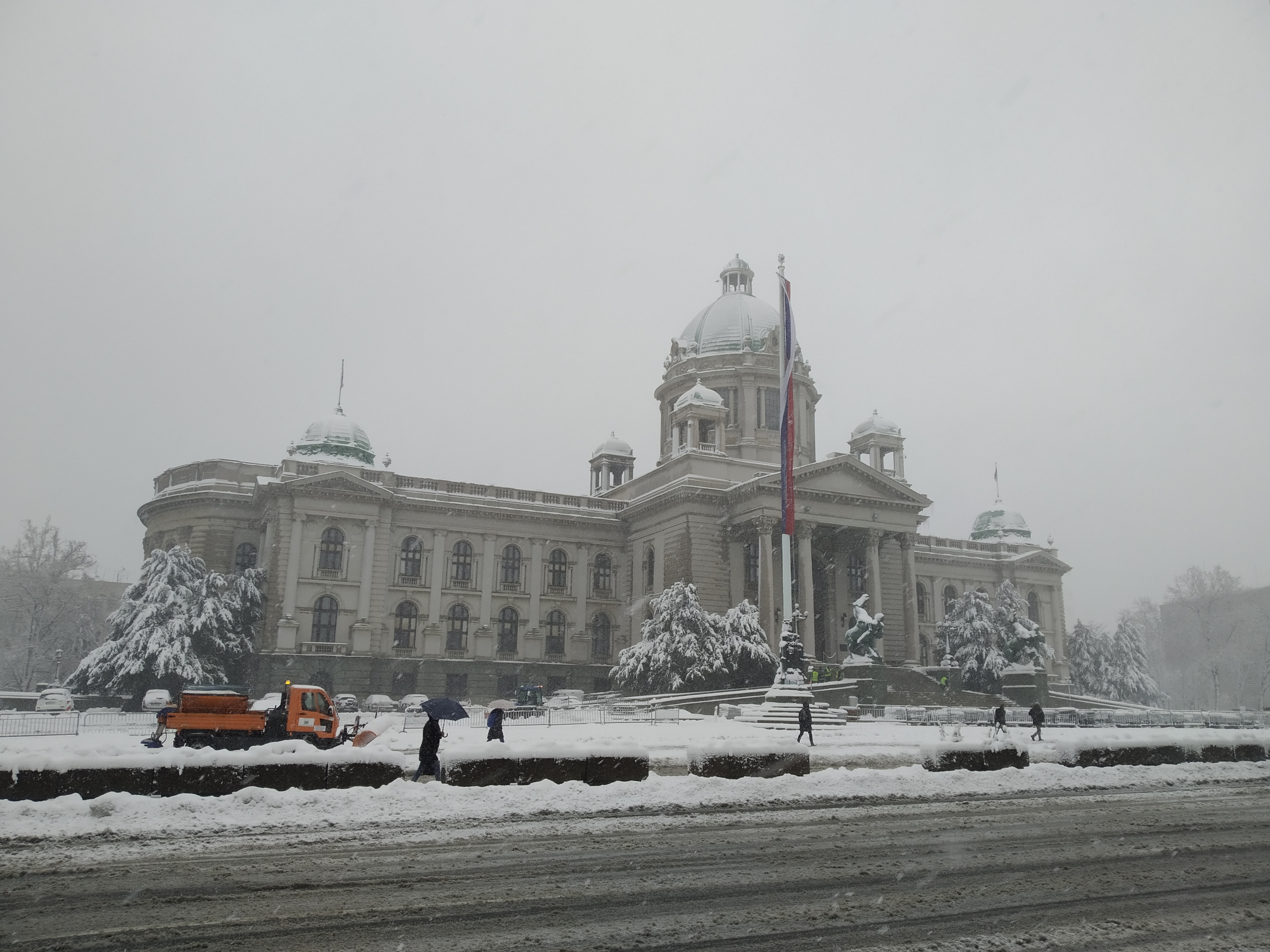
Asamblea Nacional de Serbia bajo la nieve

El Košava es un viento del sureste, frío, con mucha turbonada que se encuentra en Serbia y en algunos países cercanos. Comienza en los montes Cárpatos y sigue el Danubio al noroeste a través de la región de las Puertas de Hierro donde gana un efecto de chorro, luego continúa hacia Belgrado. Puede llegar tan al norte como Hungría y tan lejos hacia el sur como Niš.
En el invierno, puede hacer que las temperaturas bajen a alrededor de -30 °C. En el verano, es fresco y polvoriento. Varía diariamente, y es más fuerte entre las 5:00 y las 10:00 en la mañana. Košava es normalmente causado por la zona de bajas presiones sobre el mar Adriático y una zona de altas presiones correspondiente en el sur de Rusia.
El nombre también se ha usado tradicionalmente en el noroeste de Bulgaria que significa un viento del sureste o del este. Existe el dicho: "Cuando sopla el košava, se congela el Nišava".